# Dasychira solida
Dasychira solida är en fjärilsart som beskrevs av Karsch 1895. Dasychira solida ingår i släktet Dasychira och familjen tofsspinnare. Inga underarter finns listade i Catalogue of Life.